# Britische Unterhauswahl 2001
| Regierung (412): Labour 412 |  | Opposition (246): Conservative 166 LibDem 52 UUP 6 SNP 5 DUP 5 SF 4 * Plaid 4 SDLP 3 Health 1 |
| Speaker 1                   |  |                                                                                               |

Zusammensetzung:
^{*} Die Sinn-Féin-Mandate werden in Westminster nicht eingenommen.

Die britische Unterhauswahl 2001 vom 7. Juni 2001 wurde von den Medien auch als „stiller Erdrutsch“ bezeichnet. Nachdem die Labour Party bei der Wahl 1997 einen erdrutschartigen Sieg errungen hatte, konnte sie 2001 ihren Sieg wiederholen und ihren großen Vorsprung halten. Tony Blair war der erste Premierminister der Labour Party, der nach einer vollen Amtszeit wiedergewählt wurde. Die Mehrheit für Labour schrumpfte nur unwesentlich von 418 auf 412 Sitze.
Diese Wahl war von großer Stabilität geprägt. 620 der 641 Sitze in England, Wales und Schottland blieben bei derselben Partei wie 1997. Die Conservative Party konnte netto nur einen Sitzgewinn verbuchen und ihr katastrophales Ergebnis von 1997 nur marginal verbessern. Die Liberal Democrats gewannen sechs Sitze dazu und waren mit total 52 Sitzen so gut wie seit den 1920er Jahren nicht mehr, als sie letztmals in der Regierung waren.
Die Wahl stieß bei der Bevölkerung auf geringes Interesse. Die Wahlbeteiligung betrug nur gerade 59 %, der tiefste Wert seit 1918. Labour hatte in den Meinungsumfragen einen derart komfortablen Vorsprung, dass einige Buchmacher die Gewinne für Wetten auf einen Labour-Wahlsieg bereits vor dem Wahltag auszahlten.
In Nordirland war die Wahl weitaus spannender. Dabei gewannen diejenigen Parteien, die das Karfreitagsabkommen bekämpften. Die moderaten Parteien UUP und SDLP verloren Sitze an die extremen Parteien DUP und Sinn Féin. Die UK Unionist Party verlor ihren einzigen Sitz.

## Vorgeschichte
Tony Blair und seine Labour Party wurden 1997 mit großer Mehrheit ins Amt gewählt. New Labour setzte zahlreiche Reformen durch, die unter anderem die Themen Bildung, Wirtschaft und Devolution betrafen. Die Arbeitslosigkeit und Kinderarmut fiel auf den niedrigsten Wert seit Jahrzehnten. Unter diesen Voraussetzungen war die Wiederwahl fast sicher; die Umfragen sagten konstant einen Labour-Sieg voraus.

## Wichtige Parteiführer

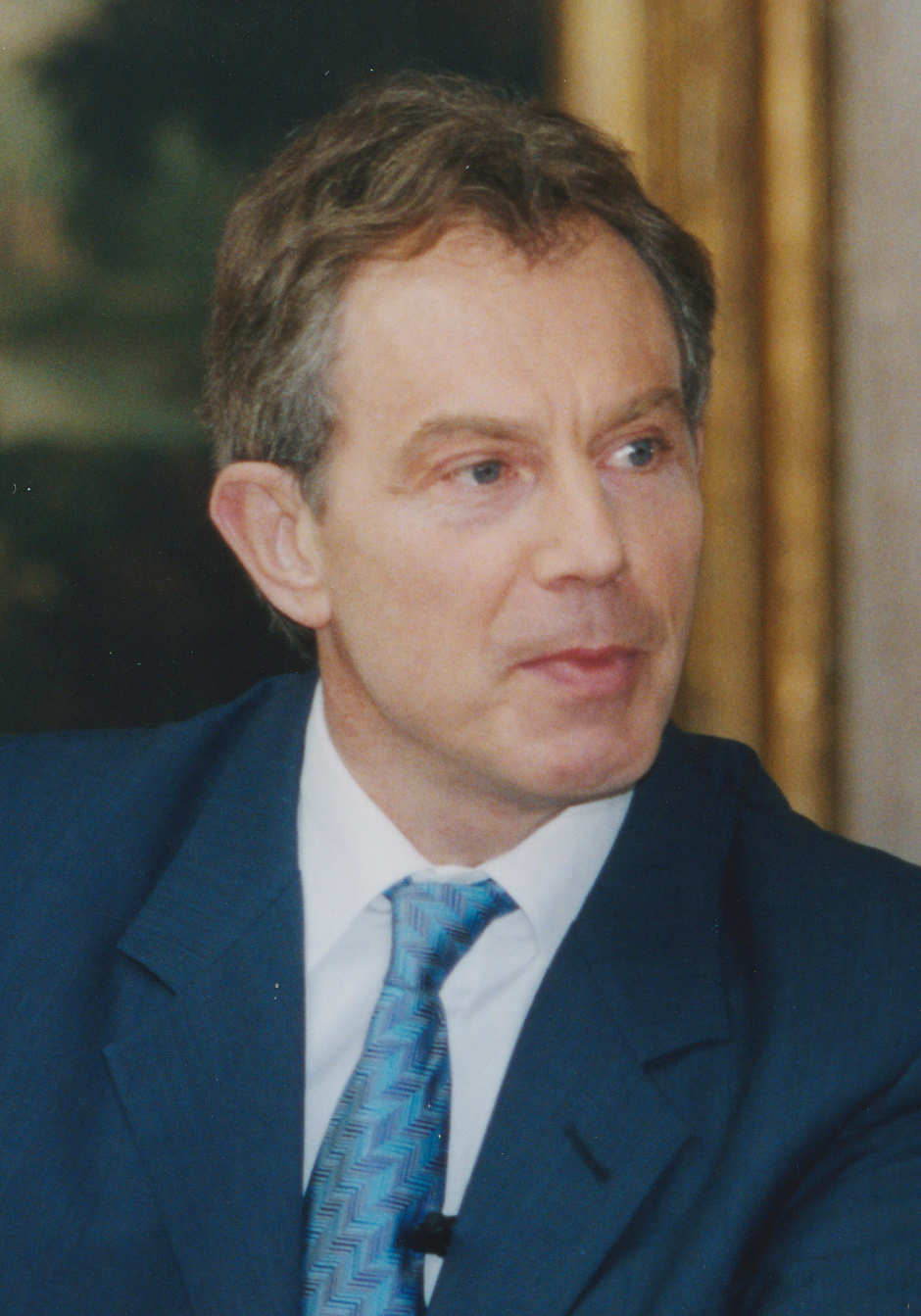
Premierminister Tony Blair (Labour)
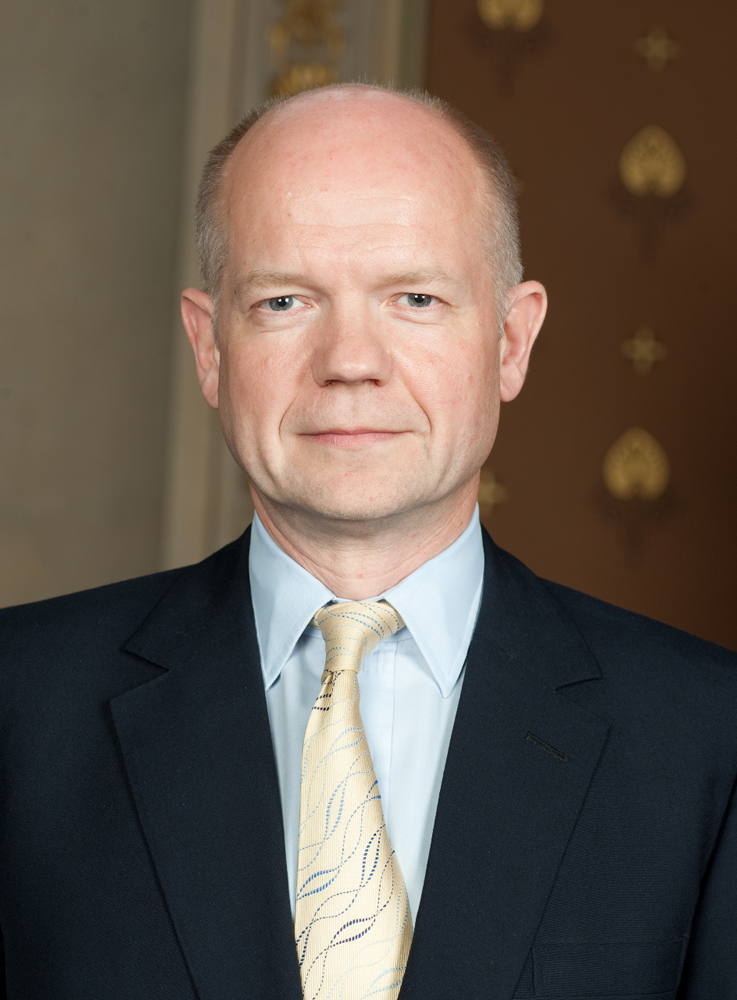
Oppositionsführer William Hague (Conservatives)
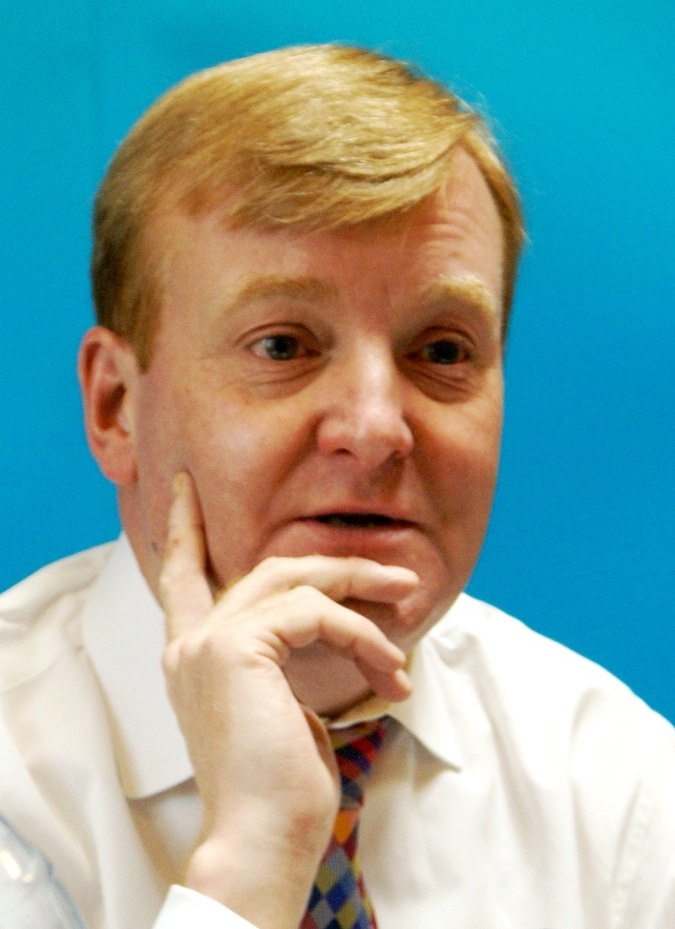
Member of Parliament Charles Kennedy (Liberal Democrats)

## Wahlergebnisse

Ergebnisse nach Wahlkreisen. Die Farben entsprechen der nebenstehenden Tabelle.

| Partei                | Partei                                                | Stimmen    | Stimmen | Stimmen | Mandate | Mandate |
| Partei                | Partei                                                | Anzahl     | %       | +/−     | Anzahl  | +/−     |
| --------------------- | ----------------------------------------------------- | ---------- | ------- | ------- | ------- | ------- |
|                       | Labour Party                                          | 10.724.953 | 40,7    | −2,5    | 412     | −6      |
|                       | Conservative Party                                    | 8.357.615  | 31,7    | +1,0    | 166     | +1      |
|                       | Liberal Democrats                                     | 4.814.321  | 18,3    | +1,5    | 52      | +6      |
|                       | Scottish National Party                               | 464.314    | 1,8     | −0,2    | 5       | −1      |
|                       | UK Independence Party                                 | 390.563    | 1,5     | +1,2    | –       | –       |
|                       | Ulster Unionist Party                                 | 216.839    | 0,8     | −       | 6       | −4      |
|                       | Plaid Cymru                                           | 195.893    | 0,7     | + 0,2   | 4       | –       |
|                       | Democratic Unionist Party                             | 181.999    | 0,7     | +0,4    | 5       | +3      |
|                       | Sinn Féin                                             | 175.933    | 0,7     | +0,3    | 4       | +2      |
|                       | Social Democratic and Labour Party                    | 169.865    | 0,6     | –       | 3       | –       |
|                       | Green Party of England and Wales                      | 166.477    | 0,6     | +0,4    | –       | –       |
|                       | Unabhängige                                           | 97.070     | 0,4     | –       | 1       | −       |
|                       | Scottish Socialist Party                              | 72.516     | 0,3     | –       | –       | –       |
|                       | Socialist Alliance                                    | 57.553     | 0,2     | –       | –       | –       |
|                       | Socialist Labour Party                                | 57.288     | 0,2     | –       | –       | –       |
|                       | British National Party                                | 47.129     | 0,2     | +0,1    | –       | –       |
|                       | Alliance Party of Northern Ireland                    | 28.999     | 0,1     | −0,1    | –       | –       |
|                       | Independent Kidderminster Hospital and Health Concern | 28.487     | 0,1     | +0,1    | 1       | +1      |
|                       | Liberal Party                                         | 13.685     | 0,1     | –       | –       | –       |
|                       | UK Unionist Party                                     | 13.509     | 0,1     | +0,1    | –       | −1      |
|                       | Sonstige                                              | 93.196     | 0,2     | −       | −       | −       |
|                       | Gesamt                                                | 26.368.204 | 100,0   |         | 659     |         |
| Wahlberechtigte       | Wahlberechtigte                                       | 44.403.238 |         |         |         |         |
| Wahlbeteiligung       | Wahlbeteiligung                                       | 59,4 %     |         |         |         |         |
| Quelle: UK Parliament |                                                       |            |         |         |         |         |

## Nachwahlen
| Wahlkreis                                                        | Datum      | Ausgeschiedene  | Ausgeschiedene | Nachgerückte       | Nachgerückte |
| Wahlkreis                                                        | Datum      | Name            | Partei         | Name               | Partei       |
| ---------------------------------------------------------------- | ---------- | --------------- | -------------- | ------------------ | ------------ |
| Ipswich                                                          | 22.11.2001 | Jamie Cann      | Labour         | Chris Mole         | Labour       |
| Ogmore                                                           | 14.02.2002 | Raymond Powell  | Labour         | Huw Irranca-Davies | Labour       |
| Brent East                                                       | 18.09.2003 | Paul Daisley    | Labour         | Sarah Teather      | LD           |
| Birmingham Hodge Hill                                            | 15.07.2004 | Terry Davis     | Labour         | Liam Byrne         | Labour       |
| Leicester South                                                  | 15.07.2004 | Jim Marshall    | Labour         | Parmjit Singh Gill | LD           |
| Hartlepool                                                       | 30.09.2004 | Peter Mandelson | Labour         | Iain Wright        | Labour       |
|                                                                  |            |                 |                |                    |              |
| Quelle: House of Commons Library, By-elections results 2001–2005 |            |                 |                |                    |              |

## Nach der Wahl
Mit kaum veränderter Mehrheit bildete Tony Blair seine zweite Regierung. Obwohl die Fortsetzung der Reformpolitik auch auf der Agenda stand, war die zweite Amtszeit geprägt durch die Terroranschläge am 11. September 2001 und den folgenden Krieg gegen den Terror. Vor allem durch den kontroversen Einsatz britischer Truppen im Irakkrieg sank Blairs Beliebtheit in der Bevölkerung zusehends. Anders als bei dieser Wahl war die Wiederwahl 2005 keine ausgemachte Sache mehr, allerdings gelang diese trotz aller Schwierigkeiten aufgrund der Schwäche der Conservative Party doch.